# Super Bowl XXXIX
Super Bowl XXXIX var en match i amerikansk fotboll mellan mästarna för National Football Conference (NFC), Philadelphia Eagles och mästarna för American Football Conference (AFC), New England Patriots för att avgöra vilket lag som skulle bli mästare för säsongen 2004 av National Football League (NFL). Patriots besegrade Eagles med 24-21. Matchen spelades 6 februari 2005 på Alltel Stadium i Jacksonville, Florida, vilket var första gången Super Bowl spelades i den staden.